# Miss Universo 1997

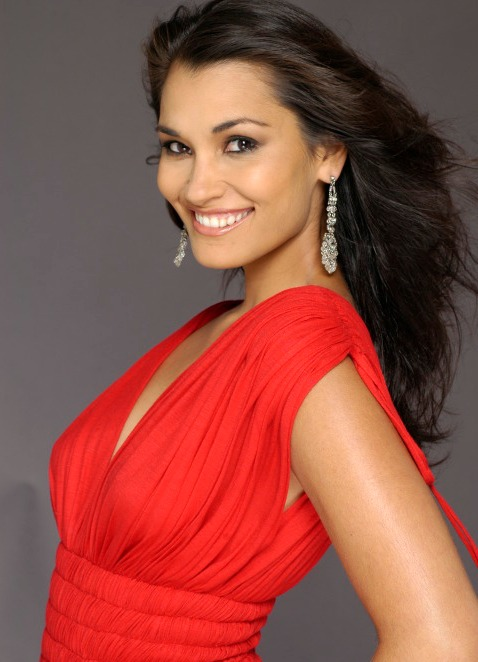
Brook Lee, Miss Universo 1997

Miss Universo 1997 foi a 46ª edição do concurso Miss Universo, realizado em 16 de maio daquele ano no Miami Beach Convention Center, em Miami Beach, Flórida, Estados Unidos. A Miss EUA, Brook Lee, natural do Havaí, foi coroada vencendo 73 outras candidatas. Brook foi a sétima norte-americana a ganhar a coroa. O concurso foi exibido nos EUA pela rede de televisão CBS. Originalmente esta edição estava marcada para acontecer em Aruba, mas por por questões financeiras e de infraestrutura acabou sendo transferida de última hora para Miami Beach.

## Evento
Pela primeira vez desde a década de 1980,o concurso foi realizado pela segunda vez consecutiva nos Estados Unidos.A repetição do país sede foi uma consequência de sua reformulação e também por não haver cidades interessadas em outros países. Esta edição é considerada uma das mais polêmicas do concurso por diversos motivos,sendo a mais notória, a indignação de diversos países da América Latina,já que apenas 3 das 10 classificadas eram da região e estavam questionando o do porquê da maioria das candidatas classificadas ser de países europeus.Todavia,a grande polêmica desta edição foi a participação da Miss Itália,Denny Méndez.Durante meses,a eleição de Méndez foi questionada,pelo fato de Denny ser cidadã naturalizada do país,negra e principalmente pelo fato de sua mãe ter dado o famoso "golpe do passaporte".  
Mesmo com o foco do concurso estar na participante italiana,uma outra candidata passou a chamar a atenção desde o pré-concurso.A Miss USA,Brook Lee.Segundo os analistas internacionais,Lee,passava desapercebida nas bolsas de apostas e na mídia especializadas,sendo até mesmo chamada pelo então proprietário do concurso Donald Trump de "zebra".Durante,o período de reclusão,ela passou a se destacar por sua naturalidade e por características que eram unsuais até então no concurso. Apesar de não possuir um padrão de beleza em seu conceito mais clássico, ela possuía algo que conquistou a todos: carisma, naturalidade,sinceridade,grande senso de humor,inteligência rápida e respostas eloquentes.Em certos momentos da competição,ela se mostrava espontânea,inocente e imprevisível.De uma forma impactante,Lee conseguiu quebrar todos os padrões,até entâo existentes no concurso.O ápice da sua participação foi a sua resposta para a pergunta final feita pelo apresentador George Hamilton,esta praticamente selou a sua vitória,e se tornou o momento mais vísivel da sua participação e somado a isto a sua resposta é considerada um dos momentos mais  clássicos da história do Miss Universo:

Hamilton — Se não houvesse regras na sua vida por um dia, e você neste dia pudesse fazer qualquer coisa, por mais ultrajante que fosse, o que faria?

Brook — Eu comeria tudo que existe no mundo. Eu comeria tudo que existe no mundo duas vezes!.

Autêntica,inocente,real e impagável, a resposta de Brook causou uma reação positiva na audiência presente em Miami e nos jurados,que consequentemente,lhe deram a vitória por unanimidade e deram uma vitória sob uma extremamente nervosa Miss Venezuela Marena Bencomo.
Mestiça e de diversas origens (algo inédito até então), Lee é considerada uma das melhores e mais carismáticas Miss Universo de todos os tempos,Lee é adorada na Ásia e lembrada por seu estilo "aloha",o que era incompreensível para alguns e adorado por outros. Até a eleição de Pia Wurtzbach em 2015, ela era a mais velha Miss Universo já eleita, conquistando o título aos 26 anos de idade.

## Resultados
| Colocação                | Candidata                                                           | País                                  |
| ------------------------ | ------------------------------------------------------------------- | ------------------------------------- |
| Miss Universo 1997       | Brook Lee                                                           | Estados Unidos                        |
| 2º lugar                 | Marena Bencomo                                                      | Venezuela                             |
| 3º lugar                 | Margot Bourgeois                                                    | Trinidad e Tobago                     |
| Semifinalistas (Top 6):  | Verna Vasquez Denny Mendez Lía González                             | Curaçau · Itália · Panamá             |
| Semifinalistas (Top 10): | Kristiina Heinmets Ana Rosa Brito Victoria Lagerström Nafisa Joseph | Estônia · Porto Rico · Suécia · Índia |
| Premiações especiais     |                                                                     |                                       |
| Miss Simpatia            | Laura Csortan                                                       | Austrália                             |
| Miss Fotogenia           | Abbygale Arenas                                                     | Filipinas                             |
| Melhor Traje Típico      | Claudia Vásquez                                                     | Colômbia                              |
| Melhor Traje de Banho    | Verna Vasquez                                                       | Curaçau                               |

## Candidatas
Em negrito, a candidata eleita Miss Universo 1997. Em itálico, as semifinalistas.
| - África do Sul - Mbali Gasa - Alemanha - Agathe Neuner - Argentina - Nazarena Almada - Aruba - Karen-Ann Peterson - Austrália - Laura Csortan (MS) - Bahamas - Nestaea Sealy - Bélgica - Laurence Borremans - Belize - Sharon Dominguez - Bermudas - Naomi Darrell - Bolívia - Helga Salas - Bonaire - Jhane Landwier - Brasil - Nayla Micherif - Bulgária - Krassmira Todorova - Canadá - Carmen Kempt - Chile - Claudia Delpin - Chipre - Korina Nikolaou - Cingapura - Tricia Tan - Colômbia - Claudia Vásquez (TT) - Coreia do Sul - Lee Eun-Hee - Costa Rica - Gabriela Aguilar - Croácia - Kristina Cherina - Curaçao - Verna Vasquez (F, MM) - Egito - Eiman Thakeb - El Salvador - Carmen Vilanova - Equador - Maria Lopez - Espanha - Ines Sainz - Estados Unidos - Brook Lee (1°) - Estónia - Kristiina Heinmets (SF) - Filipinas - Abbygale Arenas (MF) - Finlândia - Karita Tuomola - França - Patricia Spehar - Grécia - Elina Zisi - Guatemala - Carol Aquino - Honduras - Joselina Garcia (2° TT) - Hong Kong - Lee San San - Hungria - Ildiko Kecan - Ilhas Virgens Americanas - Vania Thomas | - Ilhas Virgens Britânicas - Melinda Penn - Índia - Nafisa Joseph (SF) - Irlanda - Fiona Mullally - Islândia - Solveig Gudmundsdóttir - Israel - Dikla Hamdy - Itália - Denny Mendez (F) - Jamaica - Nadine Thomas - Líbano - Dalida Chammai - Malásia - Trincy Lowe - Malta - Claire Grech - Marianas Setentrionais - Melanie Sibetang - Ilhas Maurícias - Cindy Cesar - México - Rebecca Tamez - Namíbia - Sheya Shipanga - Nova Zelândia - Marina Alofagia McCartney - Panamá - Lía Borrero (F) - Paraguai - Rosanna Gimenez - Peru - Claudia Dopf (3° TT) - Polónia - Agnieszka Zielinska - Porto Rico - Ana Rosa Suárez (SF) - Portugal - Lara Antunes - República da China (Taiwan) - Chio Hai Ta - República Dominicana - Cesarina Mejia - República Eslovaca - Lucia Povraznikova - República Tcheca - Petra Minarova - Roménia - Diana Urdareanu - Rússia - Anna Baitchik - Suécia - Victoria Lagerström (SF) - Suíça - Melanie Winiger - Tailândia - Suangsuda Rodprasert - Trinidad e Tobago - Margot Bourgeois (3°) - Turcas e Caicos - Keisha Delancy - Turquia - Yesim Cetin - Ucrânia - Natalia Nadtochey - Uruguai - Adriana Garcia - Venezuela - Marena Bencomo (2°) - Zimbabwe - Lorraine Magwenzi |

- Não competiram a nicaragüense Luz María Sánchez Herdocia (a emissora de TV que patrocinava o concurso nacional faliu meses antes do concurso) e a samoana Maryjane McKibben, que renunciou dois dias depois de eleita.[7]

## Fatos
- Uma das seis finalistas, Lía Borrero, do Panamá, competiu mais tarde no Miss Beleza Internacional 1998 e ganhou a coroa.[8]
- Miss Índia, Nafisa Joseph, uma das dez semifinalistas,  suicidou-se por enforcamento em 2004, aos 26 anos de idade.[9]